# Frans Zwartjes
Frans Zwartjes (Alkmaar, 13 mei 1927 – Den Haag, 18 november 2017) was een Nederlands kunstenaar. Hij was filmer, musicus, vioolbouwer, tekenaar, schilder en beeldhouwer. Hij wordt wel beschouwnd als de nestor van de Nederlandse experimentele cinema, en was volgens Susan Sontag zelfs "de belangrijkste experimentele filmer van zijn tijd."

## Werk
Frans Zwartjes is vooral bekend om zijn experimentele films. Eind jaren zestig werd hij bekend met zijn zwart-witfilms. Hij monteerde in de camera, wat betekent dat de shots in de volgorde waarin ze gefilmd zijn vertoond worden. Later ging hij ook in kleur en met video werken.
Kenmerkend voor zijn films is dat er geen of een vreemde narratieve opbouw in zit. De vorm is belangrijker dan de inhoud. Tekst is bijvoorbeeld geheel afwezig in veel van zijn films. In diverse van Zwartjes' films traden zijn echtgenote Trix Kuselbos en kunstenares Moniek Toebosch op.
Hij gaf les aan de Design Academy Eindhoven, de Vrije Academie in Den Haag en aan de Gerrit Rietveld Academie. Onder z'n leerlingen in Den Haag waren Paul de Nooijer, Ben van Lieshout, Hester Scheurwater en Mark de Cloe, die tot een zogenaamde Haagse School worden gerekend.
In 1990 ontving hij de Ouborgprijs voor zijn werk als beeldend kunstenaar.

## Filmografie
Eind jaren 1960
- Dolls (1968). 16 mm, 10 minuten.
- Sorbet (1968). 16 mm, 9 minuten.
- Sorbet 11 (1968). 16 mm, 3 minuten.
- Birds (1968). 16 mm, 6 minuten.
- A fan (1969). 16 mm, 7 minuten.
- Visual training (1969). 16 mm, 7 minuten.
- Lijkensynode Stage-play (1969). 16 mm, 5 minuten.
- Compilatie (1969). 16 mm 12 minuten.
- Anamnesis (1969). 16 mm, 18 minuten.
- Eating (1969). 16 mm, 10 minuten.
- Collage (1969). 16 mm, 8 minuten.
- Spare bedroom (1969). 16 mm, 15 minuten.
- Toilet (1969). 16 mm, 3 minuten.
- Seats two (1969). 16 mm, 10 minuten.

Jaren 1970
- Behind your walls (1970). 16 mm, 12 minuten.
- Through the garden into the living (1970). 16 mm, 22 minuten.
- They are five (1970). 16 mm, 22 minuten.
- Spectator (1970). 16 mm, 11 minuten.
- Living (1971). 16 mm, 15 minuten.
- Moving Stills (1972). 16 mm, 7 minuten.
- Filmdecor opera Blauwbaard (Bela Bartók) (1972). 16 mm, 25 minuten.
- Audition (1973). 16 mm, 40 minuten.
- Bedsitters(1974). 16 mm, 18 minuten.
- Contact (1974). 16 mm, 14 minuten.
- June (1974). 16 mm, 5 minuten.
- About seven minutes (1974). 16 mm, 7 minuten.
- Mensen (People) (documentaire) (1974). 16 mm, 45 minuten.
- Holy Family (1974). 16 mm, 15 minuten.
- Body Art (documentaire) (1975). 16 mm, 45 minuten.
- It's Me (1976). 16 mm, 35 mm, 70 minuten.
- Pentimento (1978). 16 mm, 73 minuten.
- Taboe (1979). 16 mm, 5 minuten.

Jaren 1980 en verder
- Sportief en toch gekleed (1980). 16 mm, 9 minuten.
- In extremo (1980). 16 mm, 75 minuten.
- Medea (1982). 16 mm, 46 minuten.
- Moord in de Cuyperspoort (1982). Video 47 minuten.
- Rudi van Dantzig repeteert (1984). 16 mm, 46 minuten.
- Ik hou gewoon mijn adem in (1984). Ballet van Rudi Dantzig, video 33 minuten.
- Charon, filmimpressie (1986). Naar dansproduktie Zenith, 16 mm, 40 minuten.
- Preparation (1989). Video, 10 minuten.
- Portret Truus Bronkhorst, danser (1991). 16 mm, 45 minuten.

- Bibsys: 4004194
- Gemeinsame Normdatei: 1032036842
- International Standard Name Identifier: 0000 0003 9449 850X
- MusicBrainz: 6c52d3ee-9e4e-4779-85a4-5feb1bf950ae
- Nederlandse Thesaurus van Auteursnamen: 071856994
- RKD-Nederlands Instituut voor Kunstgeschiedenis: 86734
- Système universitaire de documentation: 237428105
- Union List of Artist Names: 500764374
- Virtual International Authority File: 288982511
- WorldCat: E39PBJwdg9t99xrKMG7XqKBpT3